# Agonia no Getsêmani

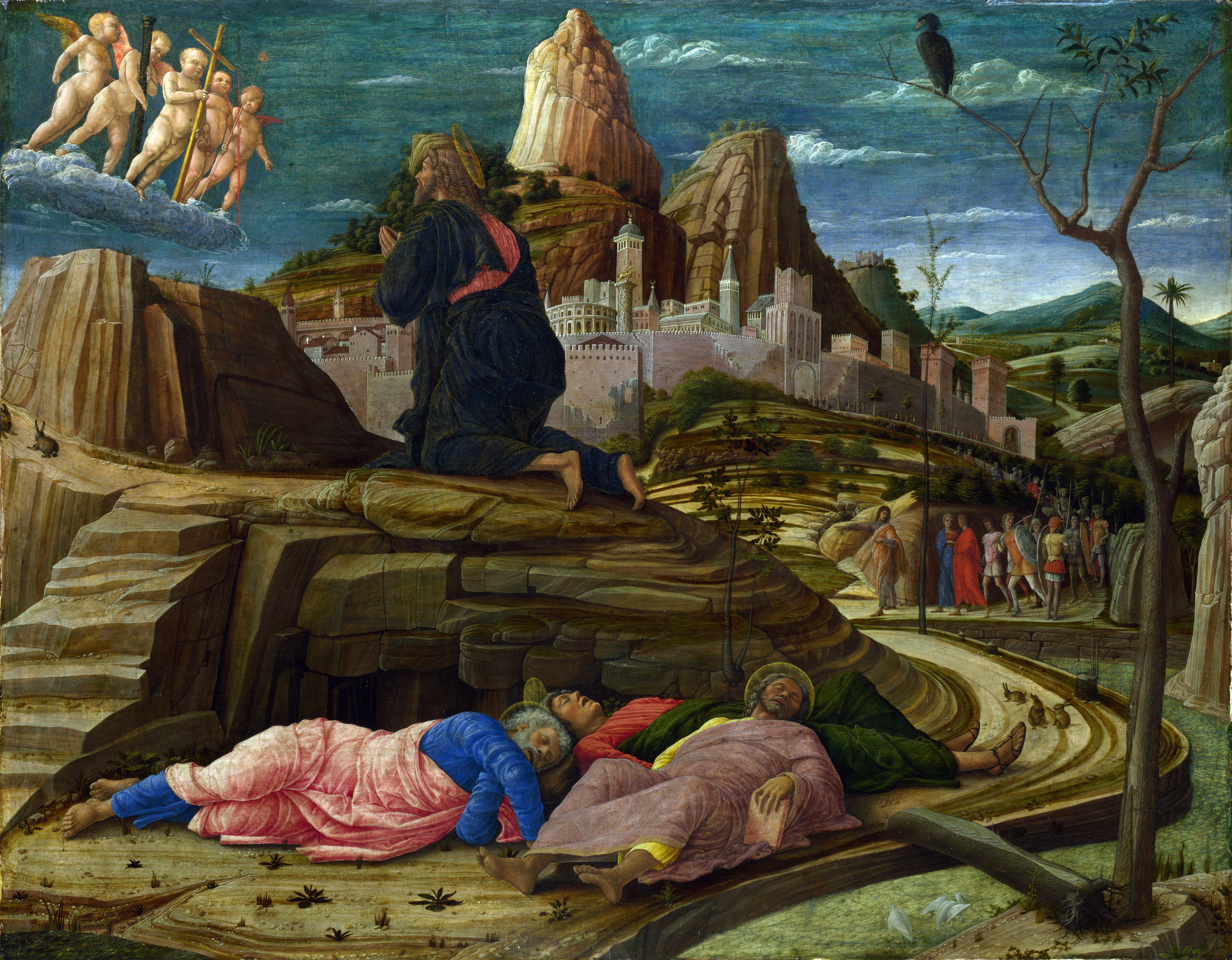
Agonia no Jardim.
Por Mantegna, atualmente na National Gallery, em Londres.

Agonia no Getsêmani se refere a um evento na vida de Jesus que ocorreu entre a Última Ceia e a sua prisão.
A luta de Jesus (em grego:  agonia), orando e se submetendo a Deus antes de aceitar seu sacrifício, no Getsêmani também denota um estado de espírito atualmente chamado de agonia.

## Narrativa bíblica

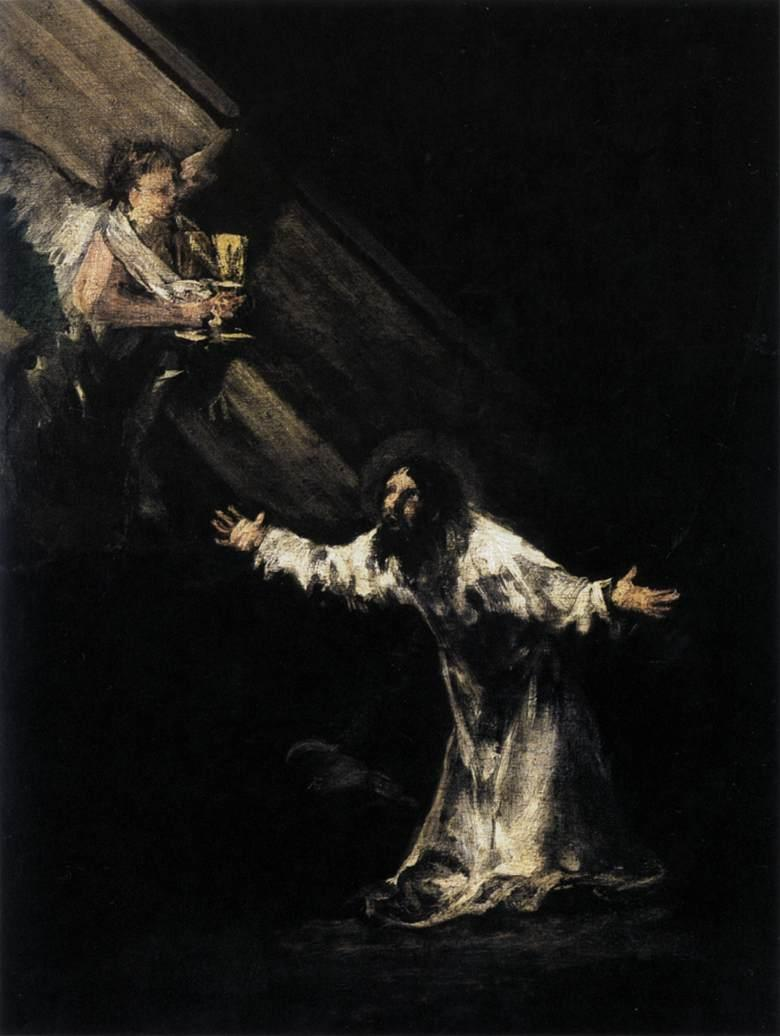
Agonia no Jardim.
1819. Por Goya, atualmente nas Escuelas Pías de San Antón, em Madrid.

De acordo com os quatro evangelhos, logo após a Última Ceia, Jesus resolveu dar uma volta para orar (João 18:1). Mateus e Marcos identificam o lugar como sendo o jardim conhecido como Getsêmani. Jesus estava acompanhado de Pedro, João e Tiago, filho de Zebedeu, a quem Jesus pediu que permanecessem acordados e orassem. Então ele se retirou para uma distância curta deles ("um tiro de pedra") e, ali, sentiu uma enorme tristeza e angústia, dizendo «Pai, se é do teu agrado, afasta de mim este cálice; contudo não se faça a minha vontade, mas sim a tua.» (Lucas 22:42) Então, um pouco depois, Ele disse «Pai meu, se este cálice não pode passar sem que eu o beba, faça-se a tua vontade.» (Mateus 26:42) Ele recitou esta oração três vezes, conferindo a situação dos apóstolos à cada vez e encontrando-os dormindo. Ele então profere uma de suas famosas frases: «o espírito, na verdade, está pronto, mas a carne é fraca.» (Mateus 26:41) Um anjo vem do Céu para fortalecê-lo.
Durante a Sua agonia, conforme Ele rezava «...o seu suor tornou-se em gotas de sangue a cair sobre a terra.» (Lucas 22:44)

## Tradição
A "Agonia no Jardim" é o primeiro dos mistérios dolorosos do Santo Rosário e a segunda estação da Via Crucis. A Santa Tradição da Igreja Católica inclui orações e devoções específicas como atos de reparação pelos sofrimentos de Jesus durante a sua agonia e Paixão. Estes atos não envolvem um pedido pelos beneficiários, vivos ou mortos, mas buscam a "reparação dos pecados" contra Jesus. Algumas destas orações estão disponíveis no livro de orações conhecido como Raccolta (aprovado por um decreto de 1854 e publicado pela Santa Sé em 1898), que também inclui orações como os "Atos de Reparação à Virgem Maria".
Em sua encíclica Miserentissimus Redemptor, sobre as reparações, o papa Pio XI considerou os atos de reparação à Jesus Cristo como um dever de todos os católicos e se referiu a eles como "uma forma de compensação pela injúria cometida" nos sofrimentos de Jesus.